# You Can't Stop the Beat
«You Can't Stop The Beat» es el número final en el musical 2002, Hairspray. Lo cantan Tracy, Link, Penny, Seaweed, Edna, Motor Mouth, Velma y Amber, con Corny y Wilbur como cantantes de coro. Aunque las letras tocan la discriminación y el racismo, la canción también hace referencia a temas más amplios de cambio y progresión. La canción rinde homenaje al éxito de Ike y Tina Turner producido por Phil Spector, «River Deep – Mountain High».

## Producción
La canción fue editada para la película de 2007. Notablemente, la sección de Von Tussle fue eliminada. Sin embargo, se filmó y aparece como una función de bonificación en el DVD.

## Recepción de la crítica
The New York Times lo consideró un «final felizmente contagioso».  Al revisar el espectáculo teatral, Leicester Mercury describió la canción como «contagiosamente pegadiza» y agregó «no puedes dejar de cantar You Can't Stop The Beat». El Boston Globe lo llamó «el número de cierre llamativo del show», The Boston Herald lo consideró «alegre», en Newsweekly lo describió como «el número de cierre del conjunto fabuloso», y Theatre Mirror señaló «no podrás evitar que tus pies pisen el ritmo». The Sun Southwestern College dijo que «"You Can’t Stop the Beat" era de tan alta energía que parecía que el elenco había drenado la máquina de espresso. Dejó al público exhausto». La revista New York lo llamó un «final bullicioso», Spark Sunderland lo llamó «famoso», mientras que Plays in the Park lo llamó el «himno del espectáculo». Joyce's Choices dijo que la canción era «jubilosa... una de mis afirmaciones favoritas de todos los tiempos y de los números musicales». 99.9 Kez dijo «"You Can’t Stop the Beat" es el último show infeccioso más cercano, diseñado para que salgas del teatro deseando que cada musical termine con una canción y baile de ritmo elevado y de gran energía».
Al revisar una producción de 2014, Hoopla escribió «El final del espectáculo, "You Can’t Stop the Beat", fue un poco inestable al principio. Los principios más jóvenes no estaban sincronizados en la coreografía y no todos cantaban la canción con el brío requerido. Pero después de que se solucionó un poco la trama, Holmes y Watkins tomaron su turno en el centro del escenario de la canción y mostraron a todos cómo se hace. Una vez que todo el elenco se unió, el alegre canto y el baile fueron contagiosos, llevando al espectáculo a su emocionante y conmovedora conclusión». Spirituality and Practice dijo: «Hairspray ha sido bendecido con una vibrante vitalidad en el canto y el baile que no se detiene desde la apertura al final de la película "You Can't Stop the Beat».

### Premios
El Premio People's Choice por «Canción favorita de una banda sonora» fue otorgado al elenco de Hairspray por «You Can't Stop the Beat». La versión de la versión en vivo de 2016 del musical fue nominada al «Mejor momento musical» en los Premios MTV Movie & TV de 2017.